# Winongsari
Winongsari is een bestuurslaag in het regentschap Wonosobo van de provincie Midden-Java, Indonesië. Winongsari telt 2376 inwoners (volkstelling 2010).